# Гориллы

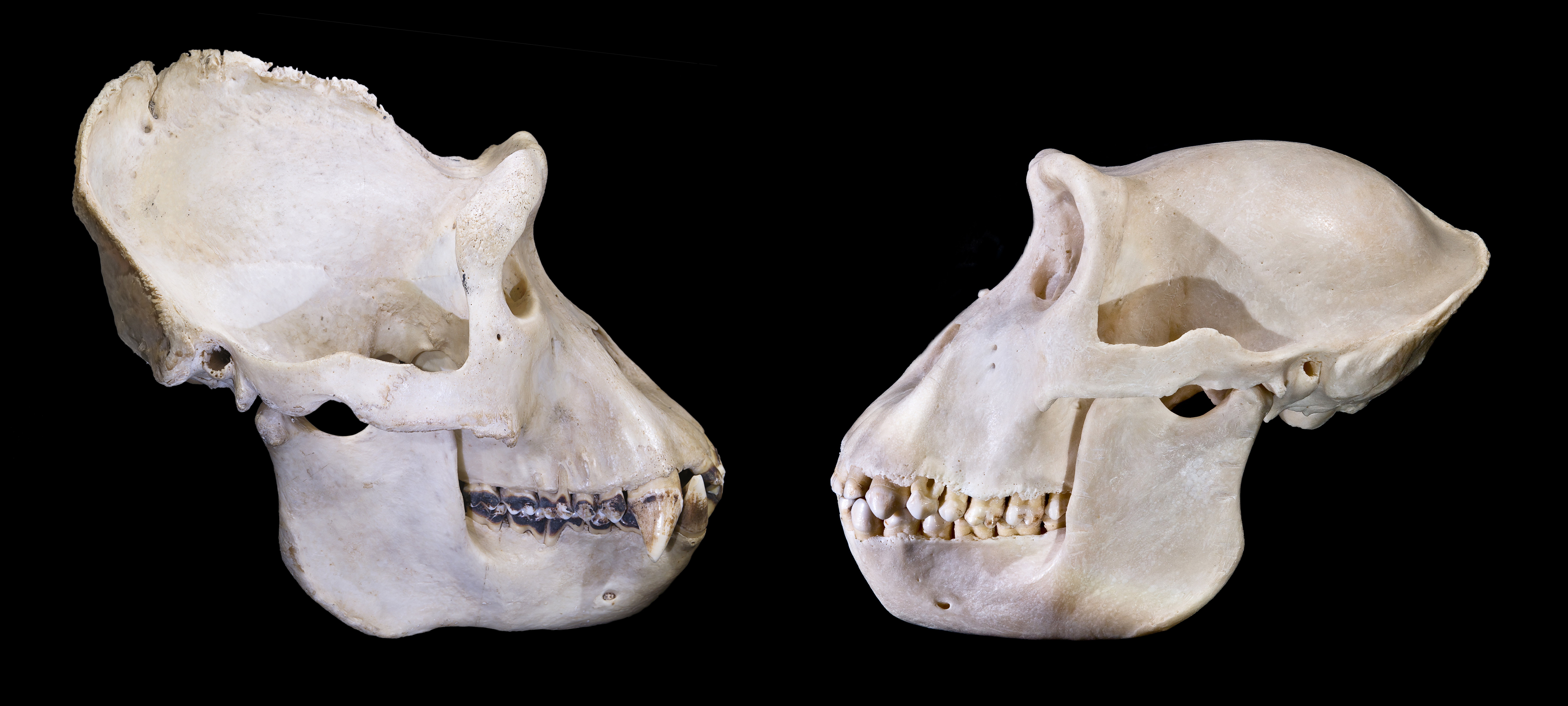
Половой диморфизм черепа (слева — самец, справа — самка)

Гори́ллы (лат. Gorilla) — род обезьян, включающий самых крупных современных представителей отряда приматов. Впервые описан на примере западной гориллы в 1847 году американским миссионером Томасом Севиджем (англ. Thomas S. Savage).

## Анатомия и физиология
Рост взрослых самцов колеблется, в среднем, от 140 до 175 см. Встречались особи ростом 2 м; считается, что более высокого роста эти приматы не достигают. Однако известный советский зоолог Игорь Акимушкин утверждал, что рост самого крупного самца горной гориллы, убитого охотниками в начале XX века, составлял 2,32 м. Ширина плеч у самца гориллы — около метра. Масса самцов в среднем  более 150 кг. Самки весят примерно в 2 раза меньше. Сложение горилл массивное, сильно развита мускулатура; обладают огромной силой. Шерсть тёмная, у взрослых самцов на спине появляется серебристая полоса, выступающее надбровье, длина передних конечностей относится к длине задних как 6:5, сильные кисти и мощные стопы. Гориллы могут вставать и ходить на задних ногах, но обычно передвигаются на четвереньках. При этом гориллы, равно как и шимпанзе, при ходьбе опираются не на ладони и подушечки пальцев передних конечностей, как это делают другие животные, а на внешнюю сторону согнутых пальцев (кулака). Такой способ ходьбы позволяет сохранить на внутренней стороне кисти достаточно тонкую чувствительную кожу. Голова крупная, с низким лбом, массивной выступающей вперёд челюстью и мощным надглазничным валиком. Объём мозга — примерно 600 см3. Кариотип насчитывает 48 хромосом.

### Питание
Основу питания горилл составляет растительная пища. Из употребляемых растений можно выделить дикий сельдерей, подмаренник, крапиву, побеги бамбука, синие плоды пигеума. Плоды и орехи выступают дополнением к основному рациону, животная же пища (главным образом насекомые) составляет в меню небольшую долю.
Гориллы также используют в питании различные минеральные добавки: поедают, например, некоторые разновидности глины, компенсируя тем самым недостаток солей в пище. Пить гориллам почти не приходится: сочная зелень и без того содержит достаточно влаги. Водоёмов и вообще воды по возможности избегают, а дождь недолюбливают.

### Размножение
Половая зрелость у самок наступает в 10—12 лет, у самцов — в 11—13 (в неволе раньше). Раз в 3—5 лет самка рождает одного детёныша, который остаётся с матерью до появления следующего. Беременность длится от 250 до 290 суток (обычно 8,5 месяцев). Новорождённый весит около 2 кг. Живут гориллы до 30—50 лет.

## Ареал, особенности поведения
В природе гориллы обитают в экваториальных лесах западной и центральной Африки, горные гориллы — по склонам вулканических гор Вирунга, покрытых лесом. Держатся небольшими группами, состоящими из самца-вожака, нескольких самок и их детёнышей (всего от 5 до 30 особей). Питаются растительной пищей, хотя при случае не брезгуют и животной (в основном насекомыми). Их массивные челюсти и мощная жевательная мускулатура позволяют справиться с любым видом растительного корма: корой, древесиной, стеблями, корнями, а также листьями и плодами. В неволе молодые гориллы быстро привыкают есть всякую человеческую пищу. Вопреки распространённому мнению, гориллы спокойные и миролюбивые животные (что отчасти объясняется вегетарианским образом жизни и почти постоянным поиском и употреблением пищи). При встрече самца-вожака и самца-одиночки, который не прочь завладеть гаремом, дело чаще всего ограничивается демонстрацией силы и до драки доходит редко. На других животных никогда не нападают, хотя, конечно, при необходимости защищаются.
Гориллы достаточно хорошо переносят неволю, размножаются. Численность горилл невысока и продолжает сокращаться главным образом из-за уничтожения мест обитания (вырубки лесов), а также из-за браконьерской охоты, большей частью ради мяса (которое и раньше входило в меню различных народов континента).
Первую часть дня гориллы занимаются кормёжкой. Затем следует неторопливая прогулка по лесу. В самое жаркое время дня активность группы падает. Одни гориллы строят для полуденного отдыха гнёзда, другие просто ложатся на землю.
Обычно во время сиесты матери приводят в порядок шёрстку своих детёнышей, взрослые и подростки обыскивают или чистят кожу друг у друга, но с меньшим энтузиазмом и аккуратностью, чем это делают остальные приматы.
Первым к ночи начинает сооружать гнездо самец, его примеру следуют остальные члены сообщества. Из-за огромного веса самец строит гнездо на земле из сложенных веток и согнутых внутрь под разным углом стеблей травы. Иногда самки и подростки устраивают ночлег на деревьях. С наступлением темноты всякая деятельность прекращается, и группа ложится спать.

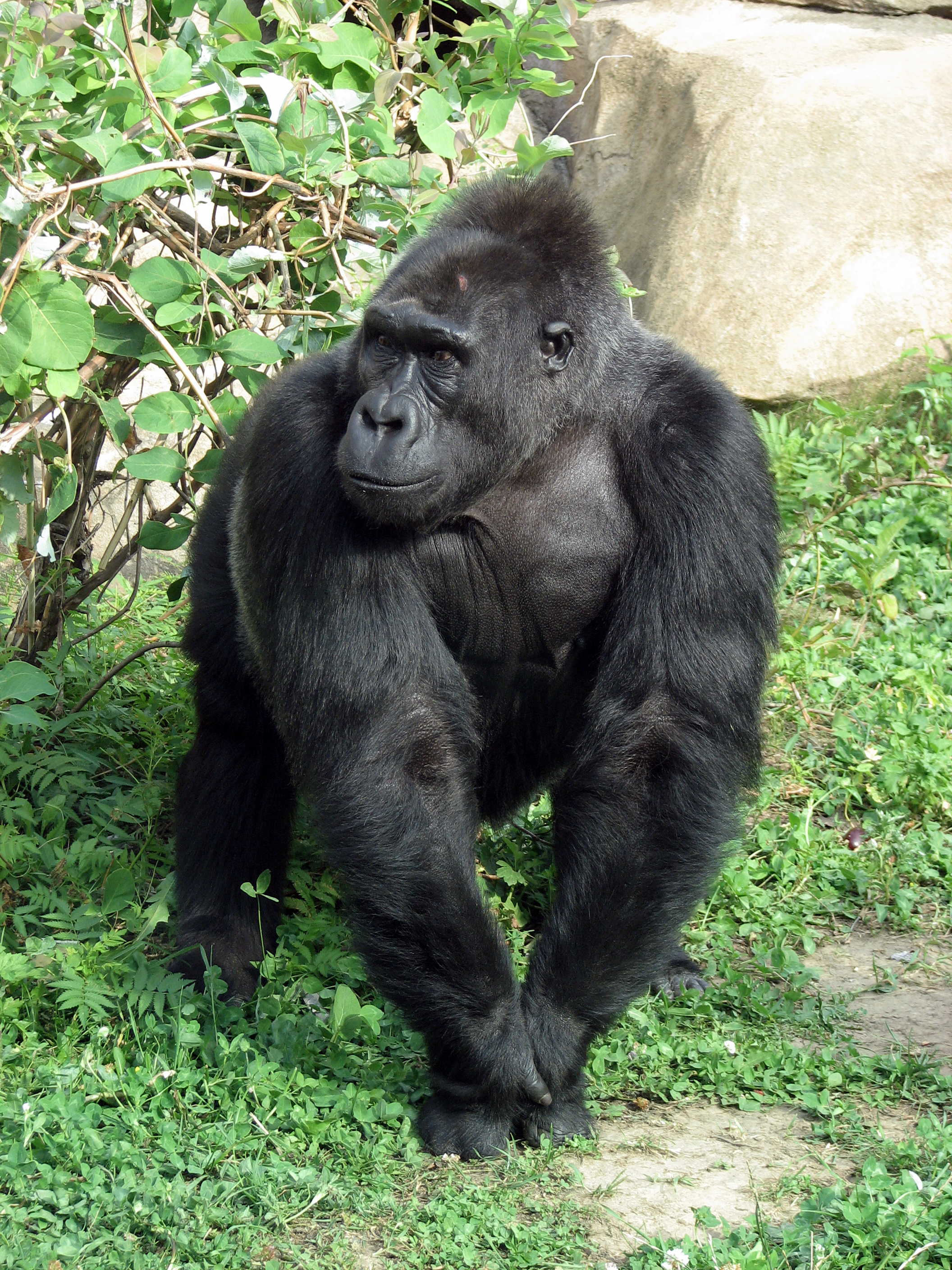
Самец гориллы в Московском зоопарке

Чтобы снять напряжение, возникающее в ответ на какие-то тревожные сигналы, и продемонстрировать свою власть над остальными членами группы, самец производит ритуал угрожающего поведения. Сначала слышится негромкое уханье, которое постепенно переходит в истошный вопль. Поднявшись на ноги и сгорбив плечи, горилла бьёт себя в грудь согнутыми ладонями. Разбежавшись на двух ногах, а затем опустившись на все четыре, животное с треском продирается сквозь кустарник, круша всё на своем пути. В завершение горилла начинает стучать по земле ладонями. Тем не менее, взрослый самец не причиняет никому вреда.

### Отношение к потомству
У всех горилл самка выступает в роли заботливой любящей матери, а самец — терпеливого отца. Беременность длится 8,5 месяцев. Детёныш полностью зависит от матери, которая кормит его, носит на себе, защищает и эмоционально поддерживает вплоть до трёхлетнего возраста, когда он становится самостоятельным членом группы.

### Вожак группы (стаи)
Группу горилл возглавляет самый взрослый и самый сильный самец, который определяет распорядок дня, где искать пищу или выбирать место для ночлега. Для утверждения своего авторитета вожак исполняет устрашающий «танец», который представляет собой не более чем угрозу: даже разбушевавшийся самец почти всегда воздерживается от настоящего нападения. Даже в редких случаях нападения на человека гориллы ограничиваются лишь единичными укусами.

## Исследование и изучение
Вплоть до XIX века от различных исследователей и военных поступали разрозненные сведения о встречах с гориллами, но они подвергались критике или игнорировались как байки, таким образом долгое время горилла считалась своего рода мифическим существом.
О гориллах мы сейчас знаем гораздо больше, чем о других обезьянах. За ними легче наблюдать, ведь они живут на земле, а не в кронах деревьев. Наука получила о них достоверные данные благодаря работам двух выдающихся американских исследователей: Джорджа Шаллера, два года прожившего в африканских джунглях, и Дайан Фосси, тринадцать лет проведшей в обществе диких горилл и трагически погибшей от рук неустановленных лиц. Эта женщина сумела внушить к себе такое доверие, что обезьяны безбоязненно вступали с ней в непосредственный контакт и позволяли общаться с малышами.
Учёные, изучающие горилл в природе, выявили у них по меньшей мере 16 различных звуковых сигналов.
В Стэнфордском университете проводился «проект Коко», в ходе которого самку гориллы удалось научить многим словам амслена. Горилла оказалась способна довольно адекватно общаться с человеком.
Время жизни Y-хромосомного Адама у горилл — около 100 тысяч лет назад.

## Классификация
В нынешнее время род горилл относят к семейству гоминид, которое включает и человека. Согласно последним исследованиям (Primate Taxonomy, Colin Groves, 2001. — ISBN 1-56098-872-X) род горилл включает два вида с двумя подвидами каждый:
- Западная горилла (Gorilla gorilla)
  - Западная равнинная горилла (Gorilla gorilla gorilla)
  - Западная речная горилла (Gorilla gorilla diehli)
- Восточная горилла (Gorilla beringei)
  - Горная горилла (Gorilla beringei beringei)
  - Восточная равнинная горилла (Gorilla beringei graueri)

Согласно более ранней классификации горилл относят к семейству понгид и выделяют один вид с тремя подвидами:
- Горилла обыкновенная (Gorilla gorilla)
  - Западная береговая или равнинная горилла (Gorilla gorilla gorilla)
  - Восточная горная горилла (Gorilla gorilla beringei)
  - Восточная равнинная горилла (Gorilla gorilla manyema)